# ウィリアム・ヘンリー・ムーディ
ウィリアム・ヘンリー・ムーディ（William Henry Moody, 1853年12月23日 - 1917年7月2日）は、アメリカ合衆国の政治家、裁判官。1902年から1904年まで第35代アメリカ合衆国海軍長官を、1904年から1906年まで第45代アメリカ合衆国司法長官を務め、1906年から1910年までアメリカ合衆国最高裁判所陪席裁判官を務めた。

## 生涯

### 青年期
1853年、ムーディはマサチューセッツ州ニューベリーにおいて、農場主の息子として生まれた。ムーディは1872年にフィリップス・アカデミーを卒業し、1876年にハーバード大学を卒業した。ムーディは大学時代に、後の大統領セオドア・ルーズベルトと知り合った。ムーディはその後ハーバード大学法学大学院に進んだが、4ヶ月ほどで大学院を退学した。ムーディはリチャード・ヘンリー・ダナの事務所で法律を学び、1878年に異例の経歴で弁護士として認可を受けた。

### 法曹時代
法律家となったムーディは、1888年にヘイヴァリルの市法務官に選出された。1890年にムーディはマサチューセッツ州東地区の合衆国検察官に指名された。1893年、ムーディはリジー・ボーデン殺人事件で検察官補佐を担当したことで、広く悪評を買った。ムーディは検察官としてはあまりよい評判を得られなかったが、一方で弁護士としては有能な人物であると評価された。

### 議会議員時代
1895年、ムーディはマサチューセッツ州代表として合衆国下院議員に選出された。ムーディは1902年まで合衆国下院議員を務め、下院歳出委員会で精力的な活動を行った。

### 海軍長官・司法長官時代
その後ムーディは、セオドア・ルーズベルト政権の1902年から1904年まで合衆国海軍長官を、1904年から1906年まで合衆国司法長官を務めた。ムーディは司法長官として、積極的にルーズベルト大統領の反トラスト運動政策に従った。ムーディはUSスチールなどを「良い」独占として折衝にあたった。その一方でスタンダード・オイルなどを「悪い」独占として訴追した。

### 裁判官時代
ルーズベルト政権終了後、後任となったウィリアム・タフト大統領は、ムーディを合衆国最高裁判所の陪席裁判官に任命した。ムーディは1906年12月17日に議会の承認を受けた。
ムーディは陪席裁判官を1910年まで4年間務め、67件の主文理由および5件の反対意見を作成した。ムーディの見解において最も注目されたものは、1908年の雇用者責任を争った事件についての、少数派意見としての見解であった。ムーディは、連邦議会が雇用者―従業員間の雇用関係を法制化する権限について、州間通商を規制する権限の範疇にあるとの見解を示した。またムーディは基本的には合衆国政府が強い権限を有することを支持していたが、その一方で合衆国憲法の規定である自己負罪の拒否特権（修正第5条）について、その効力は連邦の手続きについてのみ及ぶものであり、各州の手続きにおいてはその適用はないとした。
ムーディは1908年頃から重度のリウマチを患った。ムーディは1909年5月7日に法廷を座ったのを最後に、療養のため第一線から離れた。そして1910年11月20日、ムーディは正式に最高裁判所陪席裁判官の座を退いた。

### 晩年

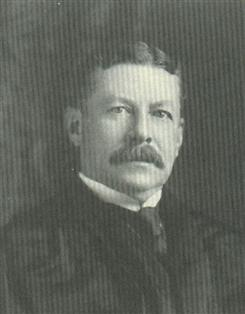
ウィリアム・ムーディ

1917年、ムーディはマサチューセッツ州ヘイブリルで死去した。ムーディの遺体は同州ジョージタウンのバイフィールド墓地に埋葬された。
ムーディの死後、合衆国海軍ではその功績を称えて、駆逐艦 USS Moody (DD-277) にその名が付けられた。

## 家族
- 父親: ヘンリー・L・ムーディ (Henry L. Moody, 1827-????)
- 母親: メリッサ・オーガスタ・エマーソン (Melissa Augusta Emerson, 1830-????)

- 妻:
  - なし

- 子供:
  - なし